# تندپاواران
تندپاواران (نام علمی: Ocypodoidea) نام یک بالاخانواده از فروراسته خرچنگ است.